# Lily Tomlin

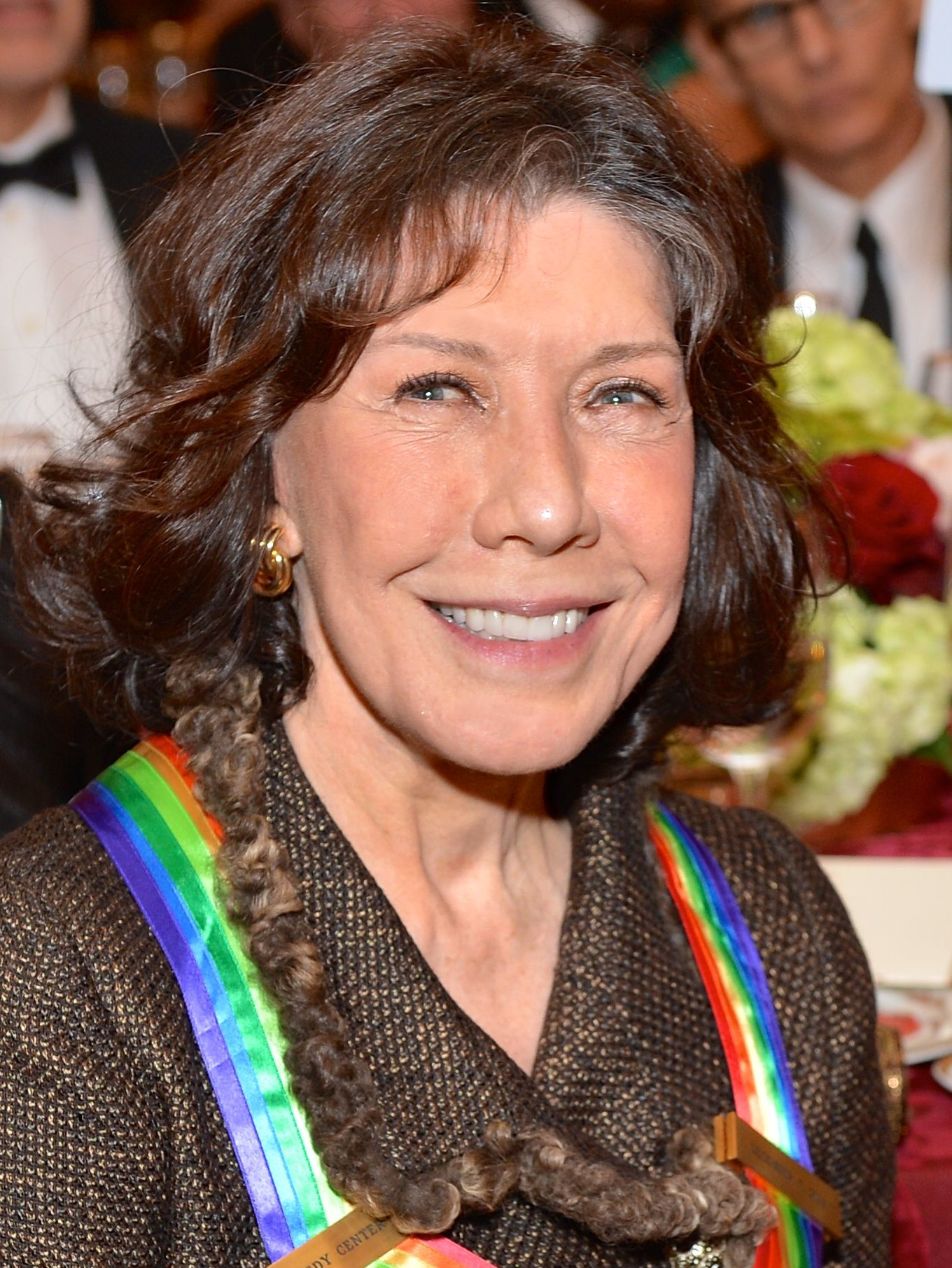
Lily Tomlin (2014)

Mary Jean „Lily“ Tomlin (* 1. September 1939 in Detroit) ist eine US-amerikanische Schauspielerin, Komikerin, Autorin und Produzentin. Sie wurde unter anderem mit dem Golden Globe Award, dem Emmy sowie dem Grammy und dem Tony Award ausgezeichnet.

## Leben
Lily Tomlin ist die Tochter eines Fabrikarbeiters. Sie hat einen jüngeren Bruder, der 1943 geboren wurde. Tomlin studierte Medizin an der Wayne State University, entdeckte jedoch früh ihr Interesse an der Schauspielerei und machte erste Bühnenerfahrungen als Stand-up-Comedian. 1966 arbeitete sie als Sekretärin für einen Casting-Direktor beim Fernsehen und gelangte auf diesem Weg zu ihrem ersten Fernsehauftritt als Entertainerin in der Gary Moore Show. Mit ihrer Verkörperung der Telefonistin Ernestine in der Sketchsendung Rowan and Martin’s Laugh-In wurde Tomlin 1969 US-weit bekannt.

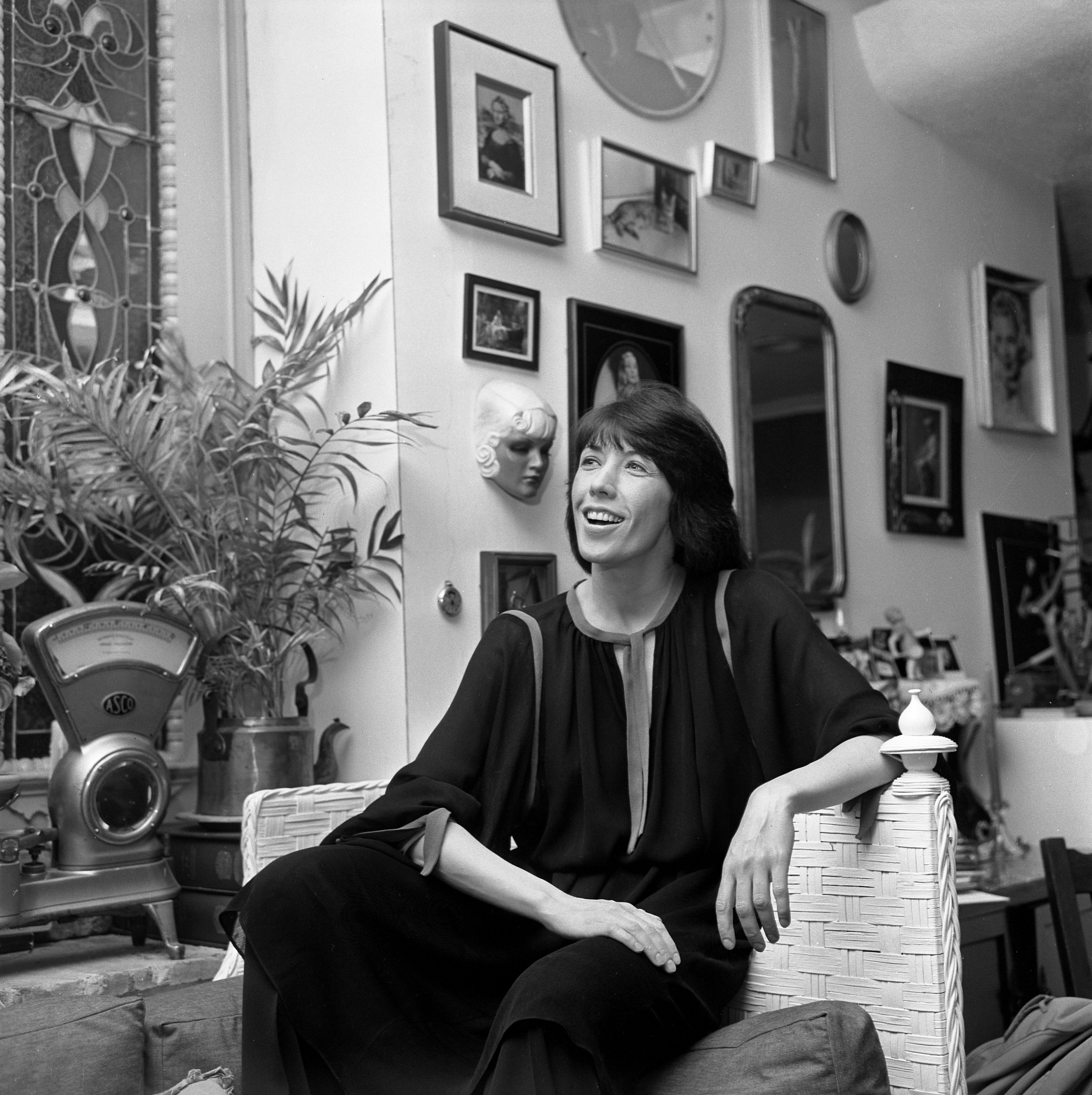
Lily Tomlin in ihrem Haus (1976)

Tomlins Filmkarriere begann 1975 mit Robert Altmans Nashville. In dem Film Warum eigentlich … bringen wir den Chef nicht um? spielte sie 1980 neben Jane Fonda und Dolly Parton, in dem Film Zwei mal zwei 1988 neben Bette Midler und in dem Film Schatten und Nebel 1992 neben Woody Allen. Tomlin ist sowohl in komödiantischen wie auch in dramatischen Fernsehrollen zu sehen; daneben stand sie in den 1970er und 1980er Jahren als Entertainerin in männlichen und weiblichen Rollen auf der Theaterbühne, häufig mit Texten ihres Freundes Armistead Maupin. Die Solo-Shows wurden von ihrer damaligen Lebensgefährtin und späteren Ehefrau, der Drehbuchautorin Jane Wagner, produziert, die 1978 auch bei Tomlins Film Von Augenblick zu Augenblick mit John Travolta Regie führte. Ein weiterer Film war Die unglaubliche Geschichte der Mrs. K. von Joel Schumacher, eine Satire auf den American Way of Life und die traditionelle Hausfrauen- und Mutterrolle.
Tomlin engagierte sich bereits früh für homosexuelle Themen. Für den Dokumentarfilm The Celluloid Closet – Gefangen in der Traumfabrik, an dessen Drehbuch Maupin mitwirkte, sprach sie den Off-Kommentar und kümmerte sich vorab mit um dessen Finanzierung. Seit Jahren setzt sie sich für die Rechte von Schwulen und Lesben ein. 1980 sang Tomlin mit Barry Manilow den Song The Last Duet. Lily Tomlins One-Woman-Show The Search for Signs of Intelligent Life in the Universe wurde nach dem großen Erfolg am Broadway 1991 von Jane Wagner verfilmt.
Tomlin wurde im Laufe der Jahre von den verschiedensten Sprecherinnen synchronisiert, überwiegend jedoch von Marianne Lutz. Von 2012 bis 2013 war sie in einer Hauptrolle als Lillie Mae in der ABC-Sitcom Malibu Country zu sehen. Am 31. Dezember 2013 hat Tomlin ihre langjährige Lebensgefährtin Jane Wagner geheiratet. Seit 2015 ist Tomlin eine der Hauptdarstellerinnen der Netflix-Comedyserie Grace and Frankie. Für ihre Darstellung der Frances „Frankie“ Bergstein wurde sie unter anderem für den Emmy und Golden Globe nominiert.

## Filmografie (Auswahl)
- 1975: Nashville
- 1977: Die Katze kennt den Mörder (The Late Show)
- 1978: Von Augenblick zu Augenblick (Moment by Moment)
- 1980: Warum eigentlich … bringen wir den Chef nicht um? (Nine to Five)
- 1981: Die unglaubliche Geschichte der Mrs. K. (The Incredible Shrinking Woman)
- 1984: Solo für 2 (All of Me)
- 1988: Zwei mal Zwei (Big Business)
- 1991: Schatten und Nebel (Shadows and Fog)
- 1992: The Player
- 1993: Short Cuts
- 1993: … und das Leben geht weiter (And the Band Played On)
- 1993: Die Beverly Hillbillies sind los! (The Beverly Hillbillies)
- 1994–1997: Der Zauberschulbus (The Magic School Bus, Fernsehserie, 52 Folgen, Stimme)
- 1994: Frasier (Fernsehserie, Folge 2x02 Stimme)
- 1995: Alles blauer Dunst (Blue in the Face)
- 1995: The Celluloid Closet – Gefangen in der Traumfabrik (The Celluloid Closet, Dokumentarfilm, als Erzählerin)
- 1996: Flirting with Disaster – Ein Unheil kommt selten allein (Flirting with Disaster)
- 1996: Schwer verdächtig (Getting Away with Murder)
- 1996–1998: Murphy Brown (Fernsehserie, 40 Folgen)
- 1998: Jagabongo – Eine schrecklich nette Urwaldfamilie (Krippendorf’s Tribe)
- 1998: Akte X (Fernsehserie, Folge 6x06)
- 1999: Tee mit Mussolini (Tea with Mussolini)
- 2000: The Kid – Image ist alles (The Kid)
- 2002: Nix wie raus aus Orange County (Orange County)
- 2002–2006: The West Wing – Im Zentrum der Macht (The West Wing, Fernsehserie, 34 Folgen)
- 2004: I Heart Huckabees
- 2006: Robert Altman’s Last Radio Show (A Prairie Home Companion)
- 2007: The Walker
- 2008–2009: Desperate Housewives (Fernsehserie, 8 Folgen)
- 2009: Der rosarote Panther 2 (The Pink Panther 2)
- 2009: Sweet Baby Jesus
- 2010: Damages – Im Netz der Macht (Damages, Fernsehserie, 10 Folgen)
- 2011: Navy CIS (NCIS, Fernsehserie, Folge 9x03)
- 2012: Eastbound & Down (Fernsehserie, 3 Folgen)
- 2012–2013: Malibu Country (Fernsehserie, 18 Folgen)
- 2013: Zugelassen – Gib der Liebe eine Chance (Admission)
- 2015: Grandma
- 2015–2022: Grace and Frankie (Fernsehserie)
- 2018: Spider-Man: A New Universe (Spider-Man: Into the Spiderverse, Stimme von May Parker)
- 2022: Moving On[3]
- 2023: Brady’s Ladies (80 for Brady)

## Auszeichnungen
Oscar
- 1976: Nominierung als „Beste Nebendarstellerin“ für Nashville

Primetime Emmy Award
- 1972: Nominierung für die „Herausragende Leistung in Musik oder Varieté“ für Rowan & Martin’s Laugh-In
- 1974: Auszeichnung für das „Beste Drehbuch in Comedy-Varieté, Varieté oder Musik“ für Lily
- 1975: Nominierung für das „Herausragende Special – Comedy-Varieté oder Musik“ für Lily
- 1975: Nominierung für das „Herausragende Drehbuch in einem Comedy-Varieté- oder Musikspecial“ für Lily
- 1976: Nominierung für das „Herausragende Special – Comedy-Varieté oder Musik“ für The Lily Tomlin Special
- 1976: Auszeichnung für das „Herausragende Drehbuch in einem Comedy-Varieté- oder Musikspecial“ für The Lily Tomlin Special
- 1978: Auszeichnung für das „Herausragende Drehbuch in einem Comedy-Varieté- oder Musikspecial“ für The Paul Simon Special
- 1981: Auszeichnung für die „Herausragende Varieté-, Musik- oder Comedysendung“ für Lily: Sold Out
- 1993: Nominierung für das „Herausragende Varieté-, Musik- oder Comedyspecial“ für The Search for Signs of Intelligent Life in the Universe
- 1993: Nominierung für die „Herausragende Individuelle Leistung in einer Varieté- oder Musiksendung“ für The Search for Signs of Intelligent Life in the Universe
- 1994: Nominierung als „Herausragende Nebendarstellerin in einer Miniserie oder einem Special“ für … und das Leben geht weiter
- 1996: Nominierung als „Herausragende Gastdarstellerin in einer Dramaserie“ für Homicide: Life on the Street
- 1996: Nominierung für das „Herausragende Informationelle Special“ für The Celluloid Closed
- 2015: Nominierung als „Beste Hauptdarstellerin in einer Comedyserie“ für Grace and Frankie
- 2016: Nominierung als „Beste Hauptdarstellerin in einer Comedyserie“ für Grace and Frankie
- 2017: Nominierung als „Beste Hauptdarstellerin in einer Comedyserie“ für Grace and Frankie
- 2018: Nominierung als „Beste Hauptdarstellerin in einer Comedyserie“ für Grace and Frankie

British Academy Film Award
- 1976: Nominierung als „Vielversprechendste Nachwuchsdarstellerin“ für Nashville
- 1978: Nominierung als „Beste Hauptdarstellerin“ für Die Katze kennt den Mörder

Golden Globe Award
- 1972: Nominierung als „Beste Nebendarstellerin – Serie, Mini-Serie oder TV-Film“ für Rowan & Martin’s Laugh-In
- 1976: Nominierung als „Beste Nebendarstellerin“ für Nashville
- 1976: Nominierung als „Beste Nachwuchsdarstellerin“ für Nashville
- 1978: Nominierung als „Beste Hauptdarstellerin – Komödie oder Musical“ für Die Katze kennt den Mörder
- 1985: Nominierung als „Beste Hauptdarstellerin – Komödie oder Musical“ für Solo für 2
- 1994: Auszeichnung mit einem Spezialpreis als Teil des „Besten Schauspielensembles“ für Short Cuts
- 2016: Nominierung als „Beste Hauptdarstellerin – Komödie oder Musical“ für Grandma
- 2016: Nominierung  als „Beste Serien-Hauptdarstellerin – Komödie oder Musical“ für Grace and Frankie

Grammy Award
- 1972: Ausgezeichnet für die „Beste Comedy-Aufnahme“ für This Is a Recording

Screen Actors Guild Award
- 2017: Auszeichnung mit dem Screen Actors Guild Life Achievement Award
- 2017: Nominierung als „Beste Darstellerin in einer Comedyserie“ für Grace and Frankie
- 2018: Nominierung als „Beste Darstellerin in einer Comedyserie“ für Grace and Frankie

Tony Award
- 1977: Auszeichnung mit dem Special Tony Award
- 1986: Auszeichnung als „Beste Hauptdarstellerin“ für The Search for Signs of Intelligent Life in the Universe
- 2001: Nominierung für die „Beste Wiederaufnahme“ für The Search for Signs of Intelligent Life in the Universe

Daytime Emmy Award
- 1985: Nominierung für die „Herausragende Darbietung in einer Kindersendung“ für Pryor’s Place
- 1995: Auszeichnung für die „Herausragende Darbietung in einer Animationssendung“ für Der Zauberschulbus
- 1996: Nominierung für die „Herausragende Darbietung in einer Animationssendung“ für Der Zauberschulbus
- 1997: Nominierung für die „Herausragende Darbietung in einer Animationssendung“ für Der Zauberschulbus
- 1998: Nominierung für die „Herausragende Darbietung in einer Animationssendung“ für Der Zauberschulbus

American Comedy Award
- 1987: Auszeichnung als „Lustigste Stand-Up-Komikerin“
- 1987: Auszeichnung für ihr Lebenswerk
- 1988: Auszeichnung als „Lustigste Stand-Up-Komikerin“
- 1992: Auszeichnung als „Lustigste Hauptdarstellerin“ für The Search for Signs of Intelligent Life in the Universe
- 1994: Auszeichnung als „Lustigste Nebendarstellerin“ für Short Cuts
- 1996: Nominierung als „Lustigste Nebendarstellerin“ für Alles blauer Dunst

Drama Desk Award
- 1986: Auszeichnung als „Herausragende Hauptdarstellerin“ für The Search for Signs of Intelligent Life in the Universe
- 2001: Nominierung für die „Herausragende Wiederaufnahme eines Stücks“ für The Search for Signs of Intelligent Life in the Universe

Internationale Filmfestspiele Berlin
- 1977: Auszeichnung mit dem Silbernen Bären als „Beste Darstellerin“ für Die Katze kennt den Mörder

Mark-Twain-Preis
- 2003: Auszeichnung für ihr humoristisches Werk

Saturn Award
- 1982: Nominierung als „Beste Hauptdarstellerin“ für Die unglaubliche Geschichte der Mrs. K.

Kennedy-Preis
- 2014: Auszeichnung für „außergewöhnliche Beiträge zur amerikanischen Kultur mit ihrem Lebenswerk durch ihre dargestellten Künste“